# Stephan Ackermann
Stephan Ackermann (Mayen, 20 maart 1963) is een Duits bisschop. In 1987 werd hij tot priester gewijd en in 2006 werd hij benoemd tot hulpbisschop van het bisdom Trier en tot titulair bisschop van Sozopolis in Haemimonto. In 2009 werd hij benoemd tot bisschop van Trier als opvolger van Reinhard Marx, die werd benoemd tot aartsbisschop van München-Freising.
- Bibliothèque nationale de France: cb150837396 (data)
- Gemeinsame Normdatei: 123127483
- International Standard Name Identifier: 0000 0001 0914 5386
- Library of Congress Control Number: nb2002070035
- Nederlandse Thesaurus van Auteursnamen: 218070187
- Virtual International Authority File: 71686066
- WorldCat: E39PBJhmQ9VxXDcFvRffWD4H4q